# 폴 도슨
폴 도슨(Paul Dawson)은 미국의 배우이다.